# جاز وضعي
الجاز الوضعي (بالإنجليزية: Modal jazz)‏ هو جاز ينتقل بين عدة أوضاع موسيقية بدل الاعتماد على قرار واحد. بالرغم من وجود سوابق لكن الجاز الوضعي تبلور كنظرية في كتاب جورج راسيل الصادر سنة 1953 «المفهوم الليدي الكروماتيكي للتنظيم النغمي» (Lydian Chromatic Concept of Tonal Organization).
لايزال تأثير الجاز الوضعي حاضرا في الموسيقى المعاصر، لكنه عرف أوج شهرته في خمسينات وستينات القرن العشرين، كما يبين نجاح معزوفة "Milestones" الصادرة سنة 1958 لمايلز ديفيس، ألبوم أزرق نوعا ما الصادر سنة 1959، ورباعي جون كولترين من 1960-64؛ تأثر الفنانان كلاهما براسيل بشكل مباشر. يتضمن عازفون آخرون للجاز الوضعي تشيك كوريا، بيل إيفانس، هيربي هانكوك، جو هندرسون، بوبي هوتشرسن، فارو ساندرز، ودي شو، واين شورتير، مكوي تاينر، لاري يونغ.